# Ратлиф Сити (Оклахома)
Ратлиф Сити (енгл. Ratliff City) град је у америчкој савезној држави Оклахома.

## Демографија
По попису из 2010. године број становника је 120, што је 11 (-8,4%) становника мање него 2000. године.
| Група             | 2000.       | 2010.      |
| Белци             | 115 (87,8%) | 95 (79,2%) |
| Афроамериканци    | 2 (1,5%)    | 6 (5,0%)   |
| Азијати           | 0 (0,0%)    | 0 (0,0%)   |
| Хиспаноамериканци | 0 (0,0%)    | 2 (1,7%)   |
| Укупно            | 131         | 120        |